# Конвой № 3803B
Конвой Йокосука – Трук (04.08.43 – 16.08.43) — японський конвой часів Другої світової війни, проведення якого відбувалось у серпні 1943 року.
Пунктом призначення конвою був атол Трук (Чуук) у центральній частині Каролінських островів, де ще до війни створили потужну базу японського ВМФ, з якої до лютого 1944 року провадились операції у цілому ряді архіпелагів. Вихідним пунктом став розташований у Токійській затоці порт Йокосука (саме звідси традиційно вирушала більшість конвоїв на Трук).
До складу конвою увійшли транспорти «Шоєй-Мару» та «Асахісан-Мару», тоді як охорону забезпечував переобладнаний мисливець за підводними човнами «Секі-Мару № 2».
Загін вийшов із порту 4 серпня 1943 року. Його маршрут пролягав через кілька традиційних районів патрулювання американських підводних човнів, які зазвичай діяли поблизу східного узбережжя Японського архіпелагу, біля островів Оґасавара (тут конвой побував 7—8 серпня), Маріанських островів (загін заходив 12 серпня на острів Сайпан) і на підходах до Труку. Утім, проходження конвою відбулось успішно і 16 серпня він без втрат досягнув Труку.